# The Fragile Art of Existence
The Fragile Art of Existence è l'unico album della band del cantante e chitarrista Chuck Schuldiner, i Control Denied, pubblicato nel 1999.

## Tracce
Testi e musiche di Chuck Schuldiner.
1. Consumed – 7:24
2. Breaking the Broken – 5:41
3. Expect the Unexpected – 7:17
4. What If....? – 4:29
5. When the Link Becomes Missing – 5:17
6. Believe – 6:10
7. Cut Down – 4:50
8. Fragile Art of Existence – 9:38

## Formazione
- Tim Aymar - voce
- Chuck Schuldiner - chitarra
- Steve DiGiorgio - basso
- Shannon Hamm - chitarra
- Richard Christy - batteria